# Bisdom Vallo della Lucania
Het bisdom Vallo della Lucania (Latijn: Dioecesis Vallensis in Lucania; Italiaans: Diocesi di Vallo della Lucania) is een in de Italiaanse provincie Salerno (regio Campania) gelegen rooms-katholiek bisdom met zetel in Vallo della Lucania. Het bisdom behoort tot de kerkprovincie Salerno-Campagna-Acerno, en is, samen met het aartsbisdom Amalfi-Cava de’ Tirreni en de bisdommen Nocera Inferiore-Sarno en Teggiano-Policastro suffragaan aan het aartsbisdom Salerno-Campagna-Acerno.

## Geschiedenis
In de 12e eeuw werd het bisdom Capaccio opgericht. Op 21 september 1850 werd gebied afgestaan voor de vorming van het bisdom Diano-Teggiano. Op 16 juni 1851 veranderde paus Pius IX met de apostolische constitutie Cum propter iustitiae dilectionem de naam van het bisdom in Capaccio-Vallo. Op 24 november 1945 werd de naam veranderd in Vallo di Lucania en op 30 september 1986 werd de naam door de Congregatie voor de Bisschoppen veranderd in Vallo della Lucania.

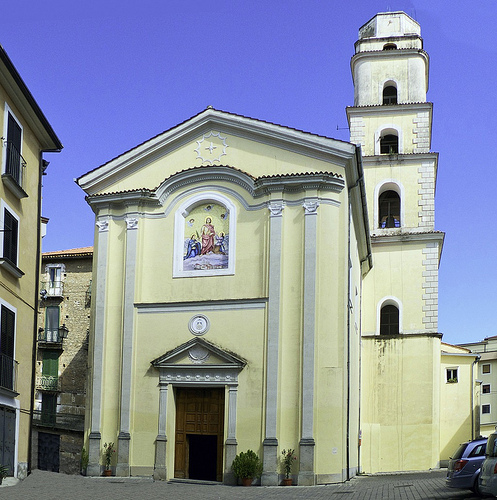
Kathedraal van Vallo della Lucania
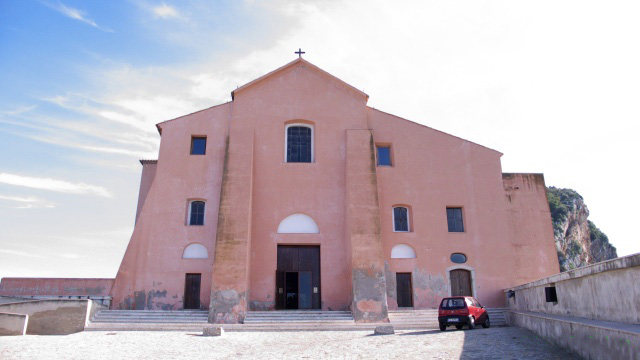
Oude kathedraal van Capaccio; heiligdom van Santa Maria del Granato